# Nevil Vincent Sidgwick
Nevil Vincent Sidgwick FRS (8 de mayo de 1873 – 15 de marzo de 1952) fue un químico teórico inglés, que hizo significativas contribuciones a la teoría de valencia y del enlace químico.

## Semblanza
Tras un par de años en la Rugby School, Sidgwick efectuó estudios de grado en el Christ Church, Oxford, y un doctorado en la Universidad de Tübingen. Recibió el título de Master of Arts del Lincoln College, Oxford, en octubre de 1901, y pasó casi todo el resto de su carrera  en su ciudad natal, convirtiéndose en Fellow (miembro) del college en 1901, y ejerciendo como profesor de química desde 1935 hasta 1945.
Se interesó profundamente por el estudio de la estructura atómica y su importancia en el enlace químico. Explicó los enlaces en los compuestos de coordinación, con una convincente contribución del significado del enlace dativo. Junto con sus estudiantes demostró la existencia y la amplia distribución del enlace de hidrógeno.
En 1927, propuso el efecto de par inerte que describe la estabilidad de los átomos más pesados del bloque p en un estado de oxidación dos veces menor al máximo. En 1940 su Lectura Bakeriana junto con  Herbert Marcus Powell correlacionó la geometría molecular con el número de electrones de valencia en el átomo central. Estas ideas fueron desarrolladas posteriormente por Ronald Gillespie y Ronald Sydney Nyholm para dar forma a la teoría VSEPR.
Murió en Oxford el 15 de marzo de 1952.

## Publicaciones
- Entre sus trabajos se encuentran por ejemplo The Organic Chemistry of Nitrogen (La Química Orgánica del Nitrógeno) (1910), The Electronic Theory of Valency (La Teoría Electrónica de Valencia) (1927), Some Physical Properties of the Covalent Link in Chemistry (Algunas Propiedades Físicas del Enlace Covalente en Química) (1933), y el definitivo The Chemical Elements and their Compounds (Los Elementos Químicos y sus Compuestos) (1950).

## Reconocimientos
- Se convirtió en Fellow of the Royal Society en 1922.[1]
- El Laboratorio Sidwick en el Dyson Perrins Laboratory de química orgánica se encuentra muy cercano al Laboratorio de Química Inorgánica de la Universidad de Oxford que fue nombrado en su honor.[8]